# Rue de l'Ours
Cet article possède un paronyme, voir Rue aux Ours.
La rue de l'Ours, est une voie de circulation de la ville de Colmar, en France.

## Situation et accès
Cette voie de circulation, d'une longueur de 310 m, se trouve dans le quartier centre.
On y accède par l'avenue d'Alsace, les rues Vauban, des Laboureurs, de l'Est, Saint-Guidon et l'avenue d'Alsace.
Cette voie n'est pas desservie par les bus de la TRACE.

## Bâtiments remarquables et lieux de mémoire
Dans cette rue se trouvent des édifices remarquables[Lesquels ?].

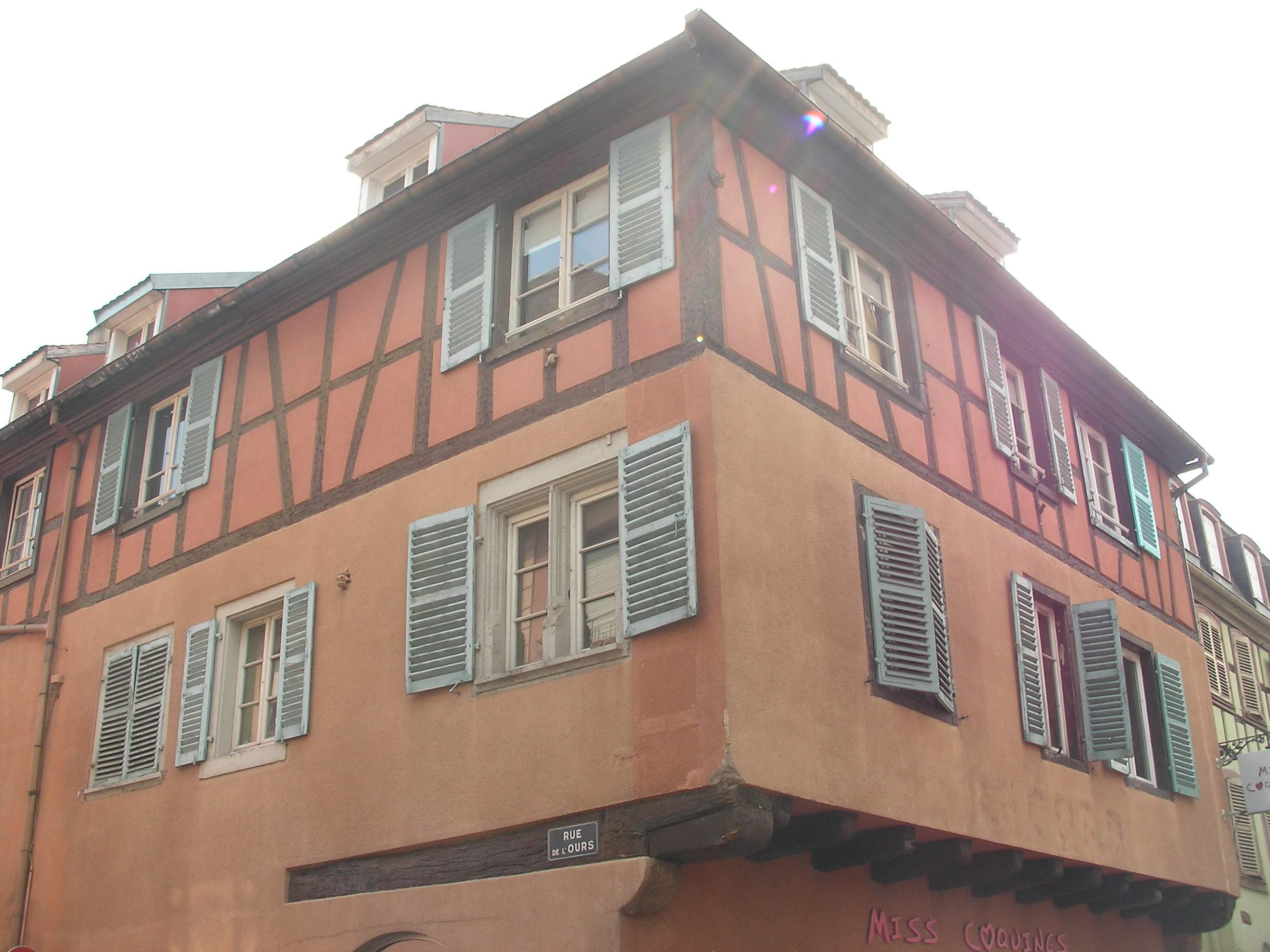
Auberge zum Bären